# Compilation
Una compilation (in italiano anche raccolta o antologia) è un album discografico composto da brani di uno o più artisti, solitamente già pubblicatiin precedenti album in studio, album dal vivo, singoli o demo, e raggruppati in seguito in un'unica opera. Le tracce possono essere selezionate per motivi stilistici, tematici o di successo, e tra queste vi possono essere anche uno o più inediti, specie se si tratta di una raccolta di un solo artista.

## Tipi di compilation
La tipologia di compilation più diffusa è certamente la raccolta di canzoni di successo di un singolo artista, che prende anche il nome di Greatest Hits, Best of o The Essential. Raccolte di questo tipo vengono, generalmente, pubblicate al termine di un contratto discografico o quando è stato raggiunto da parte dell'artista in questione un cospicuo numero di successi, in modo da sintetizzare una fase della carriera in un unico disco e costituire una sicura fonte di rendita. Sono infatti i Best Of gli album che riescono a raggiungere il numero più alto di vendite. Il record di album più venduto sul territorio degli Stati Uniti d'America appartiene infatti alla raccolta Their Greatest Hits (1971-1975) degli Eagles. Pubblicata nel 1976, ha venduto 29 milioni di copie.
Altri tipi di compilation di un solo artista sono le raccolte di rarità o b-side, di esibizioni a show radiofonici o riedizioni di più EP riuniti in un solo disco. Queste sono pubblicazioni rivolte soprattutto ai più appassionati e difficilmente raggiungono alti risultati di vendite.
I tipi più comuni di compilation sono:
- Greatest Hits (o Best Of o Singles Collection): raccolte di alcune tra le più note canzoni di un solista o di un gruppo. Se il solista o il gruppo continua a registrare i redattori comunemente includono uno o più brani inediti come incentivo per i fan ad acquistare l'album anche se hanno già l'altro materiale sulla compilation.
- Altre compilation del singolo artista: quelle di rarità o di B-side da collezione, le compilation di sessioni radio, quelle di esecuzioni in esclusiva per una colonna sonora o le raccolte (su uno o più dischi) che combinano versioni diverse delle stesse canzoni tratte da LP e EP. Tali compilation generalmente sono rivolte ai fan e tradizionalmente hanno poca attrattiva per il vasto pubblico, anche se post-mortem raccolte di materiali inediti di cantanti e cantautori recentemente scomparsi hanno significativa popolarità.
- Cofanetti: raccolte a dischi multipli che spesso coprono un'intera carriera o un intero periodo di permanenza presso una casa discografica o tutta la produzione di un artista legata a uno specifico genere. Molte sono le antologie di questo tipo pubblicate.
- Compilation di canzoni a tema: album contenenti solamente canzoni sullo stesso tema (p. es. canzoni d'amore o canzoni natalizie), interpretate in questi casi da più artisti.
- Compilation di genere: includono una selezione di brani appartenenti a vari interpreti di uno stesso genere musicale.
- Compilation di successi di artisti vari: semplici raccolte, talvolta pubblicate in serie (come ad esempio Now That's What I Call Music!, nata nel 1983 nel Regno Unito ed esportata in seguito anche in altre nazioni), di singoli di successo usciti nel medesimo anno. Esse rappresentano un'importante fetta del mercato discografico.
- Compilation promozionali o campionatori: questi sono cd promozionali di artisti e/o etichette discografiche che anticipano l'uscita di materiale simile su scala più ampia. In genere questi tipi di pubblicazioni sono gratuite o costano molto poco. La Elektra Records ha pubblicato i primi album campionatori nel 1950.
- Compilation promozionali di etichette minori o indie: compilation promozionali realizzate per la commercializzazione presso specifici punti vendita al dettaglio da piccole etichette o organizzazioni non-profit. Gli artisti e le case discografiche possono essere in co-brand con grandi marchi per scopi di marketing.
- Compilation promozionali Business-to-Business: sono compilation rivolte agli addetti ai lavori del settore musicale (stazioni radio, esperti musicali della televisione, dei film o dei videogiochi) che vengono fatte circolare in questi ambienti per attrarre attenzione sul solista o sul gruppo che si vuole promuovere.
- Album compositore/produttore: molti compositori e produttori pubblicano compilation che presentano tracce di interpreti vari ma composte e/o prodotte dallo stesso compositore e/o produttore.
- Compilation di singole etichette discografiche: album pubblicati da una singola etichetta discografica con una selezione di brani dei propri cantanti/cantautori. Spesso queste operazioni sono portate avanti da etichette minori, che mettono sotto contratto solo artisti di un certo genere, piuttosto che dalle major.
- Compilation di colonne sonore, di film o di videogiochi.

## Royalty
Per una compilation multiartista le royalty sono generalmente pro rata. Nella maggior parte dei casi le royalty di ciascun artista (di solito al 12-14% sugli incassi nel 1999) vanno in base al numero dei suoi brani in rapporto al totale delle tracce sul cd. Tuttavia, alcune case discografiche optano per semplificare l'equazione e pagare un tasso arrotondato come percentuale o come importo indipendentemente dal numero totale di artisti sul disco. A partire dal 1999 questi tassi sono stati di circa 0,5%-1% o 15-16 centesimi a brano. Quando una compilation include una traccia di una casa discografica diversa i canoni sono divisi tra l'artista e la casa discografica originale.

## Classifiche
Nel Regno Unito la Official Charts Company compila una classifica settimanale delle compilation limitato alle compilation dei vari artisti e alle compilation delle colonne sonore.